# Berma
Berma est une commune située dans le département de Barani de la province de Kossi au Burkina Faso à la frontière avec le Mali.

## Santé et éducation
La commune accueille un centre de santé et de promotion sociale (CSPS).